# 御叔 (陈国)
御叔（？—？），妫姓，名御叔，中国春秋时期陈国的公孙，陈宣公的孙子，少西之子。
其父字子夏，子孙为夏氏。御叔娶郑穆公的女儿為妻，因御叔稱為夏姬。御叔早死，留下夏姬與兒子夏徵舒。陈灵公与夏姬私通，被夏徵舒杀死。巫臣曾說夏姬「夭子蠻，殺御叔」。